# Denis Alibec
Denis Alibec (Mangalia, Constanţa, 5 de enero de 1991) es un futbolista rumano que juega como delantero en el FCSB de la Liga I.

## Selección nacional

### Participaciones en Eurocopas
| Copa          | Sede     | Resultado        | Partidos | Goles |
| ------------- | -------- | ---------------- | -------- | ----- |
| Eurocopa 2016 | Francia  | Primera fase     | 2        | 0     |
| Eurocopa 2024 | Alemania | Octavos de final | 2        | 0     |

## Clubes
| Club                              | País    | Año       |
| --------------------------------- | ------- | --------- |
| F. C. Farul Constanța             | Rumania | 2008-2009 |
| Inter de Milán                    | Italia  | 2009-2011 |
| R. K. V. Mechelen (cedido)        | Bélgica | 2011-2012 |
| F. C. Viitorul Constanța (cedido) | Rumania | 2012-2013 |
| Bologna F. C. 1909 (cedido)       | Italia  | 2013      |
| Astra Giurgiu                     | Rumania | 2014-2016 |
| Steaua de Bucarest                | Rumania | 2017-2018 |
| Astra Giurgiu                     | Rumania | 2018-2020 |
| Kayserispor                       | Turquía | 2020-2022 |
| CFR Cluj (cedido)                 | Rumania | 2021-2022 |
| Atromitos de Atenas               | Grecia  | 2022      |
| F. C. Farul Constanța             | Rumania | 2022-2023 |
| Muaither S. C.                    | Catar   | 2023-2024 |
| F. C. Farul Constanța             | Rumania | 2024-2025 |
| FCSB                              | Rumania | 2025-     |

## Palmarés

### Títulos nacionales
| Título               | Club                  | País    | Año     |
| -------------------- | --------------------- | ------- | ------- |
| Supercopa de Italia  | Inter de Milán        | Italia  | 2010    |
| Copa de Rumania      | Astra Giurgiu         | Rumania | 2013-14 |
| Supercopa de Rumania | Astra Giurgiu         | Rumania | 2014    |
| Liga I               | Astra Giurgiu         | Rumania | 2015-16 |
| Supercopa de Rumania | Astra Giurgiu         | Rumania | 2016    |
| Liga I               | F. C. Farul Constanța | Rumania | 2022-23 |
| Supercopa de Rumania | FCSB                  | Rumania | 2025    |

### Títulos internacionales
| Título                            | Club           | País | Año  |
| --------------------------------- | -------------- | ---- | ---- |
| Copa Mundial de Clubes de la FIFA | Inter de Milán | EAU  | 2010 |

### Distinciones individuales
| Distinción                | Año  |
| ------------------------- | ---- |
| Futbolista Rumano del año | 2016 |